# Tombe dei sovrani di Danimarca
Questo è l'elenco dei luoghi di sepoltura dei sovrani di Danimarca.

## Re di Danimarca (935-attuale)
Casato di Gorm (935-1042) 
| Sovrano                                 | Immagine del sovrano                                                                | Luogo di sepoltura                                        | Immagine della tomba |
| --------------------------------------- | ----------------------------------------------------------------------------------- | --------------------------------------------------------- | -------------------- |
| Gorm il Vecchio (c. 935-c. 963/964)     |                                                                                     | sconosciuto                                               | memoriale di Gorm    |
| Knut Danaást (947-962) (Canuto Danaást) |                                                                                     | Chiesa di Jelling, Jelling, Danimarca                     |                      |
| Aroldo I (c. 962/63-c. 985)             |                                                                                     | Wiejkowo, Polonia                                         |                      |
| Tóki Gormsson (c. 985-986)              |                                                                                     | sconosciuto                                               | memoriale di Tóki    |
| Sweyn I (c. 986-1014)                   |                                                                                     | York Minster, York, Inghilterra (sepoltura iniziale)      | N.D.                 |
| Sweyn I (c. 986-1014)                   | Cattedrale di Roskilde, Roskilde, Danimarca oppure Cattedrale di Lund, Lund, Svezia |                                                           |                      |
| Aroldo II (1014-1018)                   |                                                                                     | sconosciuto                                               |                      |
| Canuto il Grande (1018-1035)            |                                                                                     | Old Minster, Winchester, Inghilterra (sepoltura iniziale) | N.D.                 |
| Canuto il Grande (1018-1035)            | Cattedrale di Winchester, Winchester, Inghilterra                                   |                                                           |                      |
| Canuto l'Ardito (1035-1042)             |                                                                                     | Old Minster, Winchester, Inghilterra (sepoltura iniziale) | N.D.                 |
| Canuto l'Ardito (1035-1042)             | Cattedrale di Winchester, Winchester, Inghilterra                                   |                                                           |                      |

 Casato dei Bellachioma (1042-1047) 
| Sovrano                     | Immagine del sovrano | Luogo di sepoltura                           | Immagine della tomba |
| --------------------------- | -------------------- | -------------------------------------------- | -------------------- |
| Magnus il Buono (1042-1047) |                      | Cattedrale di Trondheim, Trondheim, Norvegia |                      |

 Casato di Estridsen (1047-1375) 
| Sovrano                              | Immagine del sovrano                         | Luogo di sepoltura                                                   | Immagine della tomba                                                   |
| ------------------------------------ | -------------------------------------------- | -------------------------------------------------------------------- | ---------------------------------------------------------------------- |
| Sweyn II (1047-1076)                 |                                              | Cattedrale di Roskilde, Roskilde, Danimarca                          |                                                                        |
| Aroldo III (1076-1080)               |                                              | La Chiesa di Santa Croce, Dalby, Scania, Svezia                      | La posizione precisa della tomba non è più conosciuta                  |
| Canuto IV il Santo (1080-1086)       |                                              | Cattedrale di San Canuto, Odense, Danimarca                          |                                                                        |
| Olaf I (1086-1095)                   |                                              | sconosciuto                                                          |                                                                        |
| Eric I (1095-1103)                   |                                              | Chrysopolitissa Basilica, Pafo, Cipro                                | La posizione precisa della tomba non è più conosciuta                  |
| Niels (1104-1134)                    |                                              | sconosciuto                                                          |                                                                        |
| Magnus Nilsson (1134-1134)           |                                              | sconosciuto                                                          | cenotafio                                                              |
| Harald Kesja (1134-1135) Jutland     |                                              | sconosciuto                                                          |                                                                        |
| Eric II (1134-1137)                  |                                              | Cattedrale di Ribe, Ribe, Danimarca                                  | epitaffio (1576) La posizione precisa della tomba non è più conosciuta |
| Eric III (1137-1146)                 |                                              | Abbazia di San Canuto, Odense, Danimarca                             | La posizione precisa della tomba non è più conosciuta                  |
| Olaf II Haraldsen (1139-1143) Scania |                                              | sconosciuto                                                          |                                                                        |
| Sweyn III (1146-1157)                |                                              | Grathe Kapel, Grågårde, Thorning, Danimarca                          |                                                                        |
| Canuto V (1146-1157)                 |                                              | sconosciuto                                                          |                                                                        |
| Valdemaro il Grande (1154-1182)      |                                              | Chiesa di San Benedetto, Ringsted, Danimarca                         |                                                                        |
| Canuto VI (1170-1202)                |                                              | Chiesa di San Benedetto, Ringsted, Danimarca                         |                                                                        |
| Valdemaro II (1202-1241)             |                                              | Chiesa di San Benedetto, Ringsted, Danimarca                         |                                                                        |
| Valdemaro III il Giovane (1215-1231) |                                              | Chiesa di San Benedetto, Ringsted, Danimarca                         |                                                                        |
| Eric IV (1232-1250)                  |                                              | Cattedrale di Schleswig, Schleswig, Germania (sepoltura iniziale)    | N.D.                                                                   |
| Eric IV (1232-1250)                  | Chiesa di San Benedetto, Ringsted, Danimarca |                                                                      |                                                                        |
| Abele (1250-1252)                    |                                              | Cattedrale di Schleswig, Schleswig, Germania (sepoltura iniziale)    | N.D.                                                                   |
| Abele (1250-1252)                    | Gottorp, Schleswig, Germania                 | memoriale di Abele                                                   |                                                                        |
| Cristoforo I (1252-1259)             |                                              | Cattedrale di Ribe, Ribe, Danimarca                                  |                                                                        |
| Eric V (1259-1286)                   |                                              | Cattedrale di Viborg, Viborg, Danimarca                              |                                                                        |
| Eric VI (1286-1319)                  |                                              | Chiesa di San Benedetto, Ringsted, Danimarca                         |                                                                        |
| Cristoforo II (1320-1326)            |                                              | Abbazia di Sorø, Sorø, Danimarca                                     |                                                                        |
| Eric Christoffersen (1321–1326)      |                                              | Abbazia di Sorø, Sorø, Danimarca (sepoltura iniziale)                | N.D.                                                                   |
| Eric Christoffersen (1321–1326)      | Chiesa di San Benedetto, Ringsted, Danimarca | La posizione precisa della tomba non è più conosciuta                |                                                                        |
| Valdemaro III/IV (1326-1329)         |                                              | sconosciuto                                                          |                                                                        |
| Cristoforo II (1329-1332)            |                                              | Abbazia di Sorø, Sorø, Danimarca                                     |                                                                        |
| Eric Christoffersen (1329-1331/32)   |                                              | Abbazia di Sorø, Sorø, Danimarca (sepoltura iniziale)                | N.D.                                                                   |
| Eric Christoffersen (1329-1331/32)   | Chiesa di San Benedetto, Ringsted, Danimarca | La posizione precisa della tomba non è più conosciuta                |                                                                        |
| Interregno (1332-1340)               |                                              |                                                                      |                                                                        |
| Valdemaro IV/V (1340-1375)           |                                              | Castello di Vordingborg, Vordingborg, Danimarca (sepoltura iniziale) | N.D.                                                                   |
| Valdemaro IV/V (1340-1375)           | Abbazia di Sorø, Sorø, Danimarca             |                                                                      |                                                                        |

 Casato di Bjelbo (1376-1387) 
| Sovrano                   | Immagine del sovrano | Luogo di sepoltura               | Immagine della tomba |
| ------------------------- | -------------------- | -------------------------------- | -------------------- |
| Olaf II (III) (1376-1387) |                      | Abbazia di Sorø, Sorø, Danimarca |                      |

 Casato di Estridsen (1376-1412) 
| Sovrano                  | Immagine del sovrano                        | Luogo di sepoltura                                    | Immagine della tomba |
| ------------------------ | ------------------------------------------- | ----------------------------------------------------- | -------------------- |
| Margherita I (1376-1412) |                                             | Abbazia di Sorø, Sorø, Danimarca (sepoltura iniziale) | N.D.                 |
| Margherita I (1376-1412) | Cattedrale di Roskilde, Roskilde, Danimarca |                                                       |                      |

 Casato di Pomerania (1412-1439) 
| Sovrano              | Immagine del sovrano | Luogo di sepoltura                                 | Immagine della tomba |
| -------------------- | -------------------- | -------------------------------------------------- | -------------------- |
| Eric VII (1396-1439) |                      | Chiesa della Beata Vergine Maria, Darłowo, Polonia |                      |

 Casato di Palatinato-Neumarkt (1440-1448) 
| Sovrano                    | Immagine del sovrano | Luogo di sepoltura                          | Immagine della tomba                                  |
| -------------------------- | -------------------- | ------------------------------------------- | ----------------------------------------------------- |
| Cristoforo III (1440-1448) |                      | Cattedrale di Roskilde, Roskilde, Danimarca | La posizione precisa della tomba non è più conosciuta |

 Casato degli Oldenburg  (1448-1863) 
| Sovrano                                                | Immagine del sovrano                        | Luogo di sepoltura                                                   | Immagine della tomba |
| ------------------------------------------------------ | ------------------------------------------- | -------------------------------------------------------------------- | -------------------- |
| Cristiano I (1448-1481)                                |                                             | Cattedrale di Roskilde, Roskilde, Danimarca                          |                      |
| Giovanni (1481-1513)                                   |                                             | Chiesa dei frati Francescani, Odense, Danimarca (sepoltura iniziale) | N.D.                 |
| Giovanni (1481-1513)                                   | Cattedrale di San Canuto, Odense, Danimarca |                                                                      |                      |
| Cristiano II (1513-1523)                               |                                             | Chiesa dei frati Francescani, Odense, Danimarca (sepoltura iniziale) | N.D.                 |
| Cristiano II (1513-1523)                               | Cattedrale di San Canuto, Odense, Danimarca |                                                                      |                      |
| Federico I (1471-1533) Re di Danimarca (1523-1533)     |                                             | Cattedrale di Schleswig, Schleswig, Germania                         |                      |
| Interregno (1533-1534)                                 |                                             |                                                                      |                      |
| Cristiano III (1503-1559) Re di Danimarca (1534-1559)  |                                             | Cattedrale di San Canuto, Odense, Danimarca (sepoltura iniziale)     | N.D.                 |
| Cristiano III (1503-1559) Re di Danimarca (1534-1559)  | Cattedrale di Roskilde, Roskilde, Danimarca |                                                                      |                      |
| Federico II (1534-1588) Re di Danimarca (1559-1588)    |                                             | Cattedrale di Roskilde, Roskilde, Danimarca                          |                      |
| Cristiano IV (1577-1648) Re di Danimarca (1588-1648)   |                                             | Cattedrale di Roskilde, Roskilde, Danimarca                          |                      |
| Federico III (1609-1670) Re di Danimarca (1648-1670)   |                                             | Cattedrale di Roskilde, Roskilde, Danimarca                          |                      |
| Cristiano V (1646-1699) Re di Danimarca (1670-1699)    |                                             | Cattedrale di Roskilde, Roskilde, Danimarca                          |                      |
| Federico IV (1671-1730) Re di Danimarca (1699-1730)    |                                             | Cattedrale di Roskilde, Roskilde, Danimarca                          |                      |
| Cristiano VI (1699-1746) Re di Danimarca (1730-1746)   |                                             | Cattedrale di Roskilde, Roskilde, Danimarca                          |                      |
| Federico V (1723-1766) Re di Danimarca (1746-1766)     |                                             | Cattedrale di Roskilde, Roskilde, Danimarca                          |                      |
| Cristiano VII (1749-1808) Re di Danimarca (1766-1808)  |                                             | Cattedrale di Roskilde, Roskilde, Danimarca                          |                      |
| Federico VI (1768-1839) Re di Danimarca (1808-1839)    |                                             | Cattedrale di Roskilde, Roskilde, Danimarca                          |                      |
| Cristiano VIII (1786-1848) Re di Danimarca (1839-1848) |                                             | Cattedrale di Roskilde, Roskilde, Danimarca                          |                      |
| Federico VII (1808-1863) Re di Danimarca (1848-1863)   |                                             | Cattedrale di Roskilde, Roskilde, Danimarca                          |                      |

 Casato degli Schleswig-Holstein-Sonderburg-Glücksburg (1863-attuale) 
| Sovrano                                               | Immagine del sovrano                                                              | Luogo di sepoltura                                                                         | Immagine della tomba |
| ----------------------------------------------------- | --------------------------------------------------------------------------------- | ------------------------------------------------------------------------------------------ | -------------------- |
| Cristiano IX (1818-1906) Re di Danimarca (1863-1906)  |                                                                                   | Cattedrale di Roskilde, Roskilde, Danimarca                                                |                      |
| Federico VIII (1843-1912) Re di Danimarca (1906-1912) |                                                                                   | Cattedrale di Roskilde, Roskilde, Danimarca                                                |                      |
| Cristiano X (1870-1947) Re di Danimarca (1912-1947)   |                                                                                   | Cattedrale di Roskilde, Roskilde, Danimarca                                                |                      |
| Federico IX (1899-1972) Re di Danimarca (1947-1972)   |                                                                                   | Cappella di Cristiano IX, Cattedrale di Roskilde, Roskilde, Danimarca (sepoltura iniziale) | N.D.                 |
| Federico IX (1899-1972) Re di Danimarca (1947-1972)   | Tomba di Federico IX, Cattedrale di Roskilde, Roskilde, Danimarca (tomba esterna) |                                                                                            |                      |